# Tour de Romandie 2023
76. ročník etapového cyklistického závodu Tour de Romandie se konal mezi 25. a 30. dubnem 2023 ve švýcarské francouzsky mluvící oblasti Romandie. Celkovým vítězem se stal Brit Adam Yates z týmu UAE Team Emirates. Na druhém a třetím místě se umístili Američan Matteo Jorgenson (Movistar Team) a Ital Damiano Caruso (Team Bahrain Victorious). Závod byl součástí UCI World Tour 2023 na úrovni 2.UWT a byl dvacátým závodem tohoto seriálu.

## Týmy
Závodu se zúčastnilo všech 18 UCI WorldTeamů, 3 UCI ProTeamy a švýcarský národní tým. Týmy Israel–Premier Tech, Lotto–Dstny a Team TotalEnergies dostaly automatické pozvánky jako 3 nejlepší UCI ProTeamy sezóny 2022, poslední jmenovaný tým však svou pozvánku zamítl. Další 1 UCI ProTeam (Tudor Pro Cycling Team) a švýcarský národní tým pak byly vybrány organizátory závodu. Všechny týmy přijely se sedmi jezdci, celkem se tak na start postavilo 154 závodníků. Do cíle v Ženevě dojelo 119 z nich.
UCI WorldTeamy
- AG2R Citroën Team
- Alpecin–Deceuninck
- Arkéa–Samsic
- Astana Qazaqstan Team
- Bora–Hansgrohe
- Cofidis
- EF Education–EasyPost
- Groupama–FDJ
- Ineos Grenadiers
- Intermarché–Circus–Wanty
- Movistar Team
- Soudal–Quick-Step
- Team Bahrain Victorious
- Team DSM
- Team Jayco–AlUla
- Team Jumbo–Visma
- Trek–Segafredo
- UAE Team Emirates

UCI ProTeamy
- Israel–Premier Tech
- Lotto–Dstny
- Tudor Pro Cycling Team

Národní týmy
- Švýcarsko

## Trasa a etapy
| Etapa         | Datum         | Trasa                                   | Vzdálenost    | Typ    | Typ                  | Vítěz                  |
| ------------- | ------------- | --------------------------------------- | ------------- | ------ | -------------------- | ---------------------- |
| P             | 25. dubna     | Le Bouveret                             | 6,82 km       |        | Individuální časovka | Josef Černý (CZE)      |
| 1             | 26. dubna     | Crissier – Vallée de Joux               | 170,9 km      |        | Zvlněná etapa        | Ethan Vernon (GBR)     |
| 2             | 27. dubna     | Morteau – La Chaux-de-Fonds             | 162,7 km      |        | Zvlněná etapa        | Ethan Hayter (GBR)     |
| 3             | 28. dubna     | Châtel-Saint-Denis – Châtel-Saint-Denis | 18,75 km      |        | Individuální časovka | Juan Ayuso (ESP)       |
| 4             | 29. dubna     | Sion – Thyon 2000                       | 161,6 km      |        | Horská etapa         | Adam Yates (GBR)       |
| 5             | 30. dubna     | Vufflens-la-Ville – Ženeva              | 170,8 km      |        | Zvlněná etapa        | Fernando Gaviria (COL) |
| Celková délka | Celková délka | Celková délka                           | Celková délka | 691,57 | 691,57               | 691,57                 |

## Průběžné pořadí
| Etapa          | Vítěz            | Celkové pořadí | Bodovací soutěž | Vrchařská soutěž | Soutěž mladých jezdců | Soutěž týmů       | Cena bojovnosti |
| -------------- | ---------------- | -------------- | --------------- | ---------------- | --------------------- | ----------------- | --------------- |
| P              | Josef Černý      | Josef Černý    | Josef Černý     | neuděleno        | Ethan Vernon          | Soudal–Quick-Step | neuděleno       |
| 1              | Ethan Vernon     | Ethan Vernon   | Ethan Vernon    | Julien Bernard   | Ethan Vernon          | Soudal–Quick-Step | Julien Bernard  |
| 2              | Ethan Hayter     | Ethan Hayter   | Ethan Hayter    | Julien Bernard   | Juan Ayuso            | UAE Team Emirates | Gleb Brusenskij |
| 3              | Juan Ayuso       | Juan Ayuso     | Ethan Hayter    | Julien Bernard   | Juan Ayuso            | UAE Team Emirates | neuděleno       |
| 4              | Adam Yates       | Adam Yates     | Ethan Hayter    | Julien Bernard   | Matteo Jorgenson      | UAE Team Emirates | Thomas De Gendt |
| 5              | Fernando Gaviria | Adam Yates     | Ethan Hayter    | Julien Bernard   | Matteo Jorgenson      | UAE Team Emirates | Alexander Kamp  |
| Konečné pořadí | Konečné pořadí   | Adam Yates     | Ethan Hayter    | Julien Bernard   | Matteo Jorgenson      | UAE Team Emirates | neuděleno       |

- V 1. etapě nosil Tobias Foss, jenž byl druhý v bodovací soutěži, oranžový dres, neboť lídr této klasifikace Josef Černý nosil žlutý dres lídra celkového pořadí.
- Ve 2. etapě nosil Tobias Foss, jenž byl druhý v bodovací soutěži, oranžový dres, neboť lídr této klasifikace Ethan Vernon nosil žlutý dres lídra celkového pořadí.
- Ve 2. etapě nosil Juan Ayuso, jenž byl druhý v soutěži mladých jezdců, bílý dres, neboť lídr této klasifikace Ethan Vernon nosil žlutý dres lídra celkového pořadí.
- Ve 3. etapě nosil Ethan Vernon, jenž byl druhý v bodovací soutěži, oranžový dres, neboť lídr této klasifikace Ethan Hayter nosil žlutý dres lídra celkového pořadí.
- Ve 4. etapě nosil Matteo Jorgenson, jenž byl druhý v soutěži mladých jezdců, bílý dres, neboť lídr této klasifikace Juan Ayuso nosil žlutý dres lídra celkového pořadí.

## Konečné pořadí
| Legenda | Legenda                          | Legenda | Legenda                               |
| ------- | -------------------------------- | ------- | ------------------------------------- |
|         | Označuje lídra celkového pořadí  |         | Označuje lídra soutěže mladých jezdců |
|         | Označuje lídra bodovací soutěže  |         | Označuje lídra soutěže týmů           |
|         | Označuje lídra vrchařské soutěže |         |                                       |

### Celkové pořadí
| Pořadí | Jezdec                  | Tým                     | Čas         |
| ------ | ----------------------- | ----------------------- | ----------- |
| 1      | Adam Yates (GBR)        | UAE Team Emirates       | 17h 12' 42" |
| 2      | Matteo Jorgenson (USA)  | Movistar Team           | + 19"       |
| 3      | Damiano Caruso (ITA)    | Team Bahrain Victorious | + 27"       |
| 4      | Max Poole (GBR)         | Team DSM                | + 38"       |
| 5      | Thibaut Pinot (FRA)     | Groupama–FDJ            | + 41"       |
| 6      | Cian Uijtdebroeks (BEL) | Bora–Hansgrohe          | + 1' 21"    |
| 7      | Romain Bardet (FRA)     | Team DSM                | + 1' 28"    |
| 8      | Egan Bernal (COL)       | Ineos Grenadiers        | + 1' 53"    |
| 9      | Eddie Dunbar (IRL)      | Team Jayco–AlUla        | + 1' 53"    |
| 10     | Rafał Majka (POL)       | UAE Team Emirates       | + 2' 07"    |

### Bodovací soutěž
| Pořadí | Jezdec                 | Tým                     | Body |
| ------ | ---------------------- | ----------------------- | ---- |
| 1      | Ethan Hayter (GBR)     | Ineos Grenadiers        | 100  |
| 2      | Juan Ayuso (ESP)       | UAE Team Emirates       | 64   |
| 3      | Ethan Vernon (GBR)     | Soudal–Quick-Step       | 57   |
| 4      | Adam Yates (GBR)       | UAE Team Emirates       | 52   |
| 5      | Romain Bardet (FRA)    | Team DSM                | 51   |
| 6      | Fernando Gaviria (COL) | Movistar Team           | 50   |
| 7      | Matteo Jorgenson (USA) | Movistar Team           | 48   |
| 8      | Damiano Caruso (ITA)   | Team Bahrain Victorious | 40   |
| 9      | Nikias Arndt (GER)     | Team Bahrain Victorious | 38   |
| 10     | Milan Menten (BEL)     | Lotto–Dstny             | 38   |

### Vrchařská soutěž
| Pořadí | Jezdec                | Tým                    | Body |
| ------ | --------------------- | ---------------------- | ---- |
| 1      | Julien Bernard (FRA)  | Trek–Segafredo         | 64   |
| 2      | Thomas De Gendt (BEL) | Lotto–Dstny            | 18   |
| 3      | Adam Yates (GBR)      | UAE Team Emirates      | 17   |
| 4      | Gleb Brusenskij (KAZ) | Astana Qazaqstan Team  | 15   |
| 5      | Thomas Gloag (GBR)    | Team Jumbo–Visma       | 13   |
| 6      | Ben Zwiehoff (GER)    | Bora–Hansgrohe         | 13   |
| 7      | Dario Lillo (SUI)     | Švýcarsko              | 12   |
| 8      | Paul Lapeira (FRA)    | AG2R Citroën Team      | 10   |
| 9      | Tom Bohli (SUI)       | Tudor Pro Cycling Team | 10   |
| 10     | Robert Stannard (AUS) | Alpecin–Deceuninck     | 9    |

### Soutěž mladých jezdců
| Pořadí | Jezdec                  | Tým               | Čas         |
| ------ | ----------------------- | ----------------- | ----------- |
| 1      | Matteo Jorgenson (USA)  | Movistar Team     | 17h 13' 01" |
| 2      | Max Poole (GBR)         | Team DSM          | + 19"       |
| 3      | Cian Uijtdebroeks (BEL) | Bora–Hansgrohe    | + 1' 02"    |
| 4      | Thomas Gloag (GBR)      | Team Jumbo–Visma  | + 1' 55"    |
| 5      | Juan Ayuso (ESP)        | UAE Team Emirates | + 2' 49"    |
| 6      | Filippo Zana (ITA)      | Team Jayco–AlUla  | + 2' 52"    |
| 7      | Oscar Onley (GBR)       | Team DSM          | + 3' 23"    |
| 8      | Lenny Martinez (FRA)    | Groupama–FDJ      | + 5' 07"    |
| 9      | Finn Fisher-Black (NZL) | UAE Team Emirates | + 6' 00"    |
| 10     | Asbjørn Hellemose (DEN) | Trek–Segafredo    | + 12' 01"   |

### Soutěž týmů
| Pořadí | Tým                     | Čas         |
| ------ | ----------------------- | ----------- |
| 1      | UAE Team Emirates       | 51h 42' 21" |
| 2      | Team DSM                | + 1' 01"    |
| 3      | Team Bahrain Victorious | + 1' 22"    |
| 4      | Movistar Team           | + 3' 38"    |
| 5      | Ineos Grenadiers        | + 3' 55"    |
| 6      | Team Jayco–AlUla        | + 7' 37"    |
| 7      | EF Education–EasyPost   | + 8' 00"    |
| 8      | Team Jumbo–Visma        | + 12' 47"   |
| 9      | AG2R Citroën Team       | + 13' 29"   |
| 10     | Tudor Pro Cycling Team  | + 16' 52"   |